# Sicophion pleuralis
Sicophion pleuralis là một loài tò vò trong họ Ichneumonidae.